# Chiswick, New South Wales
Chiswick este o suburbie în Sydney, Australia.